# Windows Core OS
Windows Core OS és una versió de Windows 10 que unificarà i substituirà les diferents plataformes que inclouen una versió modificada de Windows. Windows Core OS es diferencia principalment de Windows 10 en què no serà una versió que el remplaci, sinó que les dues versions coexistiran com dues variants diferents del mateix sistema operatiu.
Aquesta versió es caracteritza per eliminar tots els components heretats de cada edició de Windows 10 per unificar-los sobre OneCore i la Plataforma Universal de Windows (UWP). Utilitza una versió més avançada de Windows Shell, coneguda com a Composable Shell, que s'adapta a diferents tipus de dispositius sense haver de ser modificat. Aquesta capacitat d'adaptar-se crea diferents composers, que són components per afegir o llevar les característiques del sistema operatiu depenent del tipus de dispositiu en el qual s'estigui utilitzant el sistema.

## Composers
Els composers que Windows Core OS utilitza coneguts fins ara són Polaris, Andromeda, Oasis i Aruba.

### Polaris
Polaris és el Shell alternatiu de Windows 10 en ordinadors. Es pot considerar el successor de les edicions S i Lean de Windows 10, ja que podria ser una versió més lleugera de Windows 10 PC sent un component totalment universal, on totes les característiques heretades s'haurien eliminat, com per exemple les aplicacions Win32. És important notar que els actuals dispositius amb Windows 10 PC no seran actualitzables a Polaris ni viceversa. Els dispositius amb Polaris es comercialitzarien al mateix temps que els dispositius amb Windows 10.

### Andromeda
Andromeda és el Shell alternatiu de Windows 10 en dispositius mòbils. Es pot considerar el successor de l'edició Mobile de Windows 10, ja que tenen aspecte semblant, encara que Andromeda té moltes més característiques que Windows 10 Mobile. Aquest dispositiu integraria Continuum, el qual, a diferència del que es troba en Windows 10 Mobile, en connectar-se a una pantalla el seu aspecte seria completament idèntic a Polaris, és a dir, tindria un entorn d'escriptori natiu i no una simulació amb limitacions. Les característiques heretades s'haurien eliminat, com per exemple les aplicacions Silverlight. Igual que Polaris, Windows 10 Mobile no podrà actualitzar a Windows Core US (encara que alguns usuaris van aconseguir instal·lar una compilació primerenca d'Andromeda en l'HP Elite x3, a causa d'un bug de Microsoft).

### Oasis
Oasis és el Shell alternatiu de Windows 10 en dispositius de realitat mixta. És el successor de Windows Mixed Reality, ja que Oasis és un composer destinat als dipositivos Mixed Reality. Oasi ja es troba en la seva última fase de desenvolupament abans del seu llançament juntament amb HoloLens 2, previst per a tardor de 2018. Aquest composer reforçaria les característiques d'aquests dispositius per unificar-los més a la Plataforma Universal de Windows i també adaptaria millor el sistema al processador ARM i la connectivitat LTE. Totes les característiques heretades s'haurien eliminat.

### Aruba
Aruba és el Shell alternatiu de Windows 10 en pizarrones interactius. És el successor de l'edició Team de Windows 10. Est serà el primer composer de Windows Core US llançat al públic, que vindrà instal·lat de fàbrica en el Surface Hub 2, previst per a estiu de 2018. Amb aquest composer, la nova generació del Surface Hub remouria totes les característiques que no formen part de la Plataforma Universal de Windows i afegiria noves, com per exemple fons de pantalla i de bloqueig animats i Fluent Design.